# FC Elva
FC Elva is een Estische voetbalclub uit de stad Elva, in het zuidoosten van het land. In 2000 werd de club opgericht. De thuiswedstrijden worden gespeeld in het Elva linnastaadion. De traditionele kleuren zijn groen-rood.

## Geschiedenis
Na de oprichting werd men ingedeeld in de Esiliiga, de tweede klasse. Na 2007 zakte het binnen enkele seizoenen, maar sinds 2011 klom het weer op in de voetbalpiramide. Vanaf 2017 spelen de groen-roden opnieuw in de Esiliiga. 
In 2022 bereikte FC Elva de eindronde voor promotie naar de Meistriliiga. De promotie-/degradatiewedstrijden tegen herkanser TJK Legion gingen echter verloren. 

## Eindklasseringen vanaf 2001
| 5 |

| 7 |

| 4 |

| 2 |

| 7 |

| 10 |

| 10 |

| 14 |

| 7 |

| 14 |

| 1 |

| 4 |

| 6 |

| 6 |

| 4 |

| 2 |

| 9 |

| 4 |

| 5 |

| 5 |

| 6 |

| 3 |

| 8 |

| 8 |

| Esiliiga | Esiliiga B | II liiga |

De Esiliiga B startte in 2013. Daarvoor was de Liiga II het derde voetbalniveau in Estland.

## Bekende (oud-)spelers
- Ragnar Klavan
- Urmas Kirs
- Sander Post
- Rain Vessenberg
- Vjatšeslav Zahovaiko